# Lucien Haudos de Possesse
Pour les articles homonymes, voir Haudos et Possesse.
Lucien Haudos de Possesse est un homme politique français né le 24 mars 1846 à Paris et décédé le 26 avril 1931 à Soissons.

## Biographie
Né à Paris de Germain Adolphe Haudos de Possesse, officier de la Garde royale et officier de la Légion d'honneur, originaire de Vitry-le-François (Marne), et d'Adèle Prévost de Longpérier .

### Carrière politique
D'abord maire de Renay (où il était propriétaire du château de Renay) puis conseiller général du canton de Selommes (Loir-et-Cher), il se présente aux législatives de 1889. Il sera élu au second tour contre le député sortant Édouard de Sonnier. Il siégera à droite à l'assemblée jusqu'en 1893 ou il perdit son poste aux dépens de Gaston Bozérian. Il continuera d'être maire jusqu'en 1904.